# Scénario

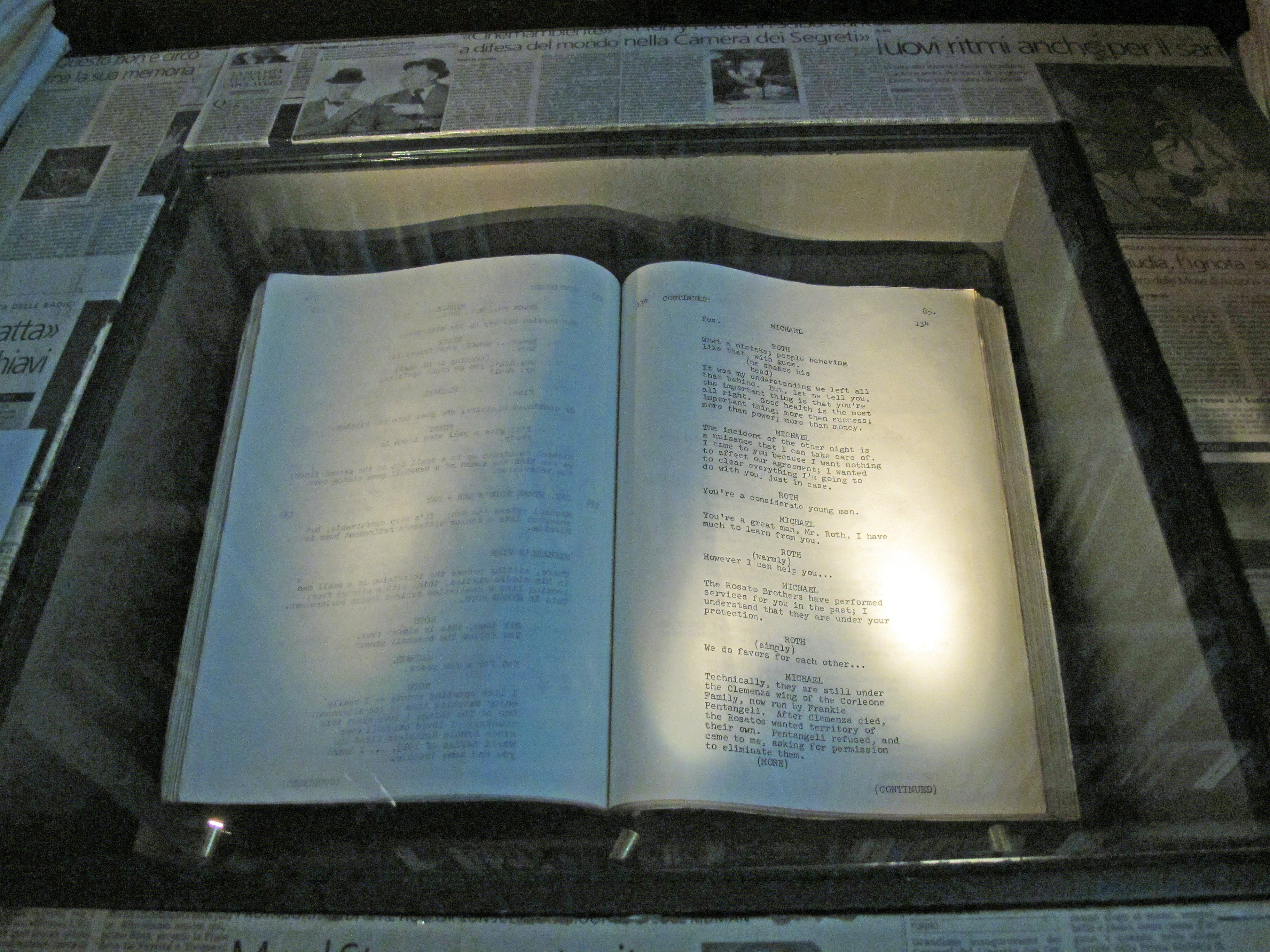
Un exemplaire du scénario du Parrain II, écrit par Francis Ford Coppola et Mario Puzo.

Pour les articles homonymes, voir Scénario (homonymie).
Le scénario (de l'italien : scenario /ʃeˈnaːrjo/) est un document écrit par un ou plusieurs scénaristes qui expose de manière détaillée les évènements et les situations d'une œuvre audiovisuelle, qu'elle soit un long métrage de cinéma, un téléfilm, un épisode de série télévisée, un documentaire, un court métrage, un clip, une publicité, un film d'animation ou même certains types de jeux vidéo et permet sa mise en production et sa réalisation. Il peut être original ou être l'adaptation d'une pièce culturelle déjà existante (un roman, une nouvelle, une pièce de théâtre). Il arrive aussi que « scénario » soit employé dans un sens élargi ; on désigne par exemple par « scénario de roman » les dossiers de préparation « où la fiction est d’abord racontée sous une forme programmatique ».

## Origine du terme
Le terme vient de l'italien scenario qui veut dire à l'origine « décor théâtral », mais aussi « canevas de mise en scène », et était utilisé d'abord par la Commedia dell'arte.
Le mot « scénario » est prononcé pour la première fois en France en 1907 par Georges Méliès.
Aujourd'hui passé dans la langue française, il prend un accent aigu et a pour pluriel scénarios(et non scenari, scénari ou scenarii).
Dans sa version moderne, il peut également être appelé continuité dialoguée[réf. souhaitée]. La continuité dialoguée correspond à une version du scénario qui comprend l'ensemble des scènes, descriptions et dialogues du film, mais excluant toutes les indications de caméra ou de cadrage.
Le screenplay ou script sont les noms anglais du scénario pour un film ou une pièce de théâtre.

## Histoire
Au temps des premiers films muets, les réalisateurs n'utilisaient pas de scénarios. En premier lieu parce que la durée des films ne permettait pas de développer des histoires complexes et aussi parce que du point de vue des réalisateurs de l'époque, le cinéma avait pour « but de photographier la réalité et d'en restituer le mouvement ». L'un des premiers films utilisant un scénario est Les Victimes de l'alcoolisme de Ferdinand Zecca qui était une adaptation de L'Assommoir d'Émile Zola.

## Caractéristiques
Le scénario sert de support aux personnes participant à la production d'une œuvre audiovisuelle : réalisateur, acteurs, équipe technique, etc.
Y sont décrits :
- l'action ;
- les personnages ;
- les décors ;
- les dialogues ;
- les accessoires ;
- l'enchainement des plans.

## Intérêt
Le scénario est un exposé détaillé des évènements et des situations du film. Il permet lors du tournage de définir quels sont les plans qui doivent être tournés, quelles répliques doivent être dites, etc. Il est également utilisé en post-production par les monteurs pour connaître quel enchaînement de plans ils doivent respecter.
Dans la fabrication d'un film, le scénario est un outil écrit lors de l'étape finale du développement du projet. Cette étape suit le travail sur des pitches, synopsis, séquenciers, traitements et précède la mise en production du projet (qui comprendra la pré-production, la réalisation et la post-production).
Par rapport à l'écriture théâtrale dont elle se rapproche, l'écriture scénaristique fait une part plus importante à l'image, aux descriptions (appelées aussi didascalies) et une part en général moins importante au dialogue.

## Les divers manuscrits

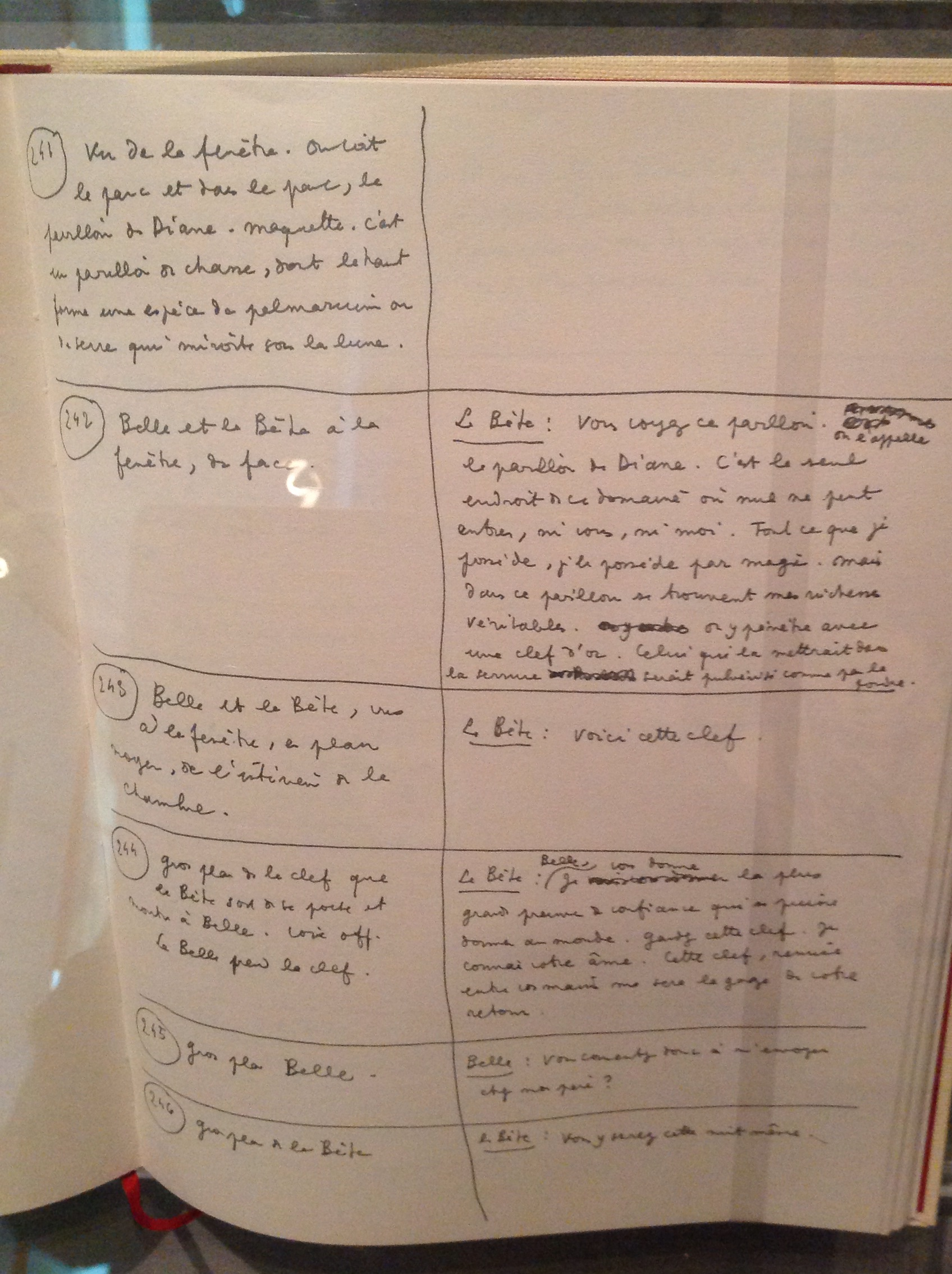
Scénario de La Belle et la Bête de Jean Cocteau datant de 1945-1946, maison de Jean Cocteau à Milly-la-Forêt.

Depuis l'invention du cinéma, une quinzaine de types de documents ont vu le jour, s'adaptant chaque fois aux besoins techniques et aux innovations (extérieurs, cinéma parlant, effets spéciaux) et artistiques d'une époque (plan-séquence, improvisation, chorégraphie, montage-séquence, etc.). Les formes de documents actuelles, notamment dans la mise en forme typographique, ont été fixées dans les années 1950, et sont tenues de façon scrupuleuse dans les milieux anglophones du cinéma et dans certaines formes contraignantes (dessins animés, films à truquages numériques), mais sont en général moins respectées en Europe. L'important demeure que le scénario soit compréhensible pour chaque intervenant du film.
Une fois accepté et mis en production, le scénario devient le document de référence pour les différents corps de métier impliqués dans l'élaboration du film.
L’étape après le scénario est le « dépouillement » de la continuité dialoguée par le réalisateur, et traditionnellement le premier assistant, des informations de mise en scène, de costumes, d’éclairage, de décor, d'accessoires, d’effets spéciaux ou de lieu, pour rédiger le découpage technique décrivant le film plan par plan, numérotés pour l’occasion, avec les indications de position, de focale et de mouvements de caméra. Ce dernier document ne permet plus d’avoir une vision d’ensemble du film voulu car les plans ne sont pas nécessairement tournés dans l’ordre narratif.

## L'écriture scénaristique
L'écriture scénaristique est un procédé d'écriture spécifique, qui se différencie de la littérature en raison des contraintes et des conventions qu’elle intègre (voir infra) et en premier lieu parce qu’elle est factuelle. Tudor Eliad a défini le scénario comme « une histoire racontée en images ». En effet, l’écriture scénaristique ne décrit que des images et des sons. Elle est nécessaire pour l'intercompréhension des différents intervenants de la production du film ayant chacun des besoins d'informations spécifiques à leurs fonctions.
Par exemple : l'équipe de décoration guettera les indications de lieux ("INT" ou "EXT"), le nom des décors et leurs descriptions, tandis que l'équipe des lumières cherchera les indications relatives à l'heure de la journée où est censée se produire l'action par les indications "NUIT", "JOUR" ou "SOIR", la saison et la météo. Les équipes de décoration, les ensembliers, l'équipe HMC (costumiers, maquillage et coiffure) l'équipe accessoiriste puisent les informations nécessaires à leur corps de métier dans les didascalies.

### Les didascalies
Les didascalies sont la description de l'action, des personnages et du décor. Cette dénomination, a remplacé « les parties narrativo-descriptives du scénario, autrement dites colonne « action » dans l'ancien format, ou encore directives scéniques dans le vocabulaire de théâtre ».
Elles décrivent toujours au présent des faits visuels et sonores et plus marginalement certains effets de montage, comme les flashback, les changements d'éclairage s'ils ne coulent pas de source, et certains effets spéciaux comme les transitions en fondu, le passage au noir et blanc ou le ralenti. Mais elles ne peuvent en aucun cas contenir des éléments immatériels comme la pensée des personnages ou un aspect invisible de leur condition (le fait d'être orphelin par exemple). Par ailleurs, une description complète d'une scène est par essence impossible, fastidieuse à la lecture, et peut compromettre la quantification temporelle d'une page pour une minute de film.

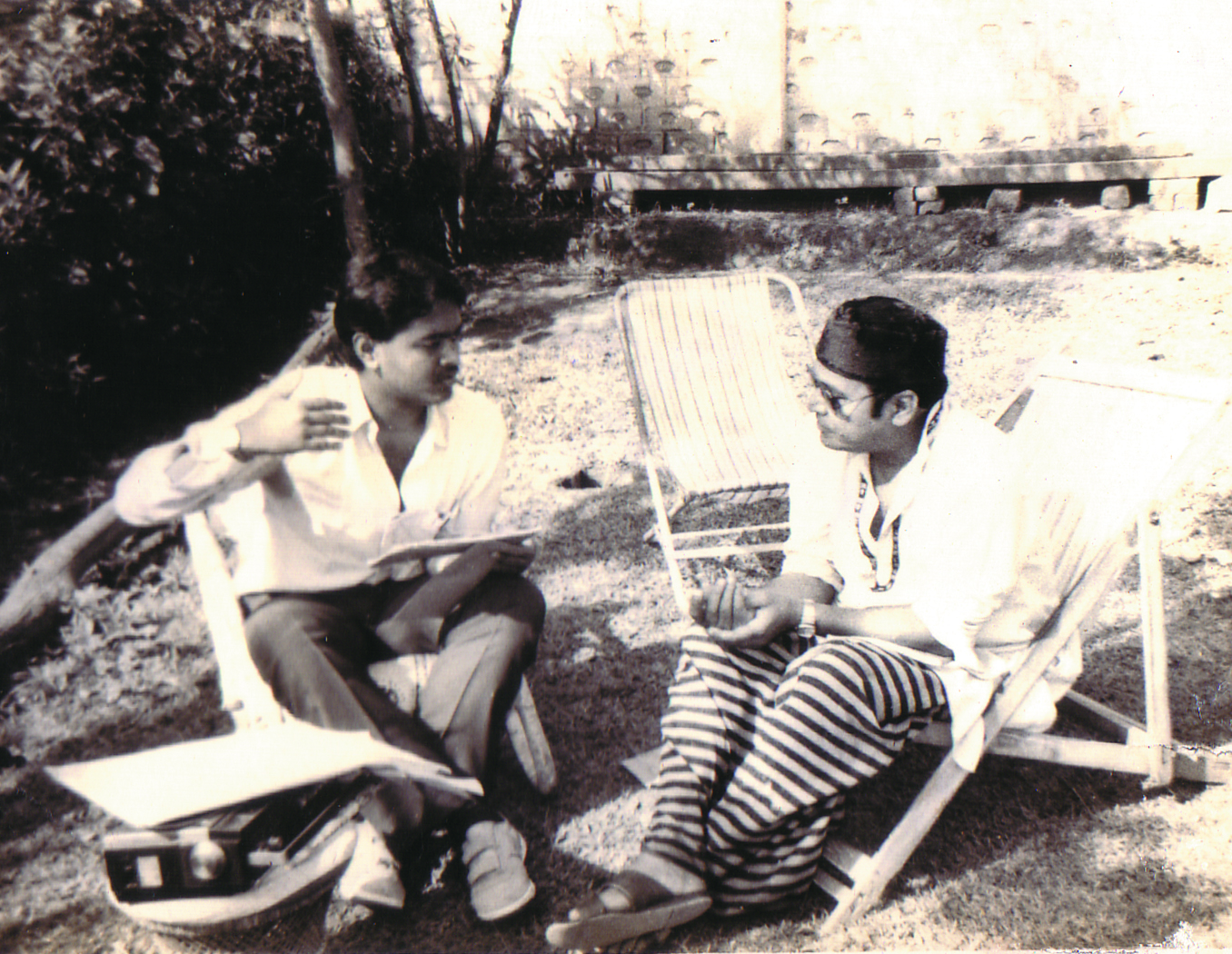
L'écrivain indien commentant son scénario à l'acteur-réalisateur (1986).

Il n'est plus nécessaire de décrire un intérieur de maison de façon exhaustive, mais de suggérer son style en quelques mots (« un salon bourgeois d'avant-guerre », par exemple) et de s'attarder seulement sur les meubles, ou accessoires qui auront une importance dans la narration.

### Sons et dialogues
Le scénario décrit aussi les sons (ou leur absence) que ce soit les bruits, les dialogues, ou la musique intradiégétique utiles à la narration. En principe, le scénariste ne s’occupe pas d’indiquer la musique d’accompagnement (musique extradiégétique) ou les gimmicks. Comme pour l’image, ne sont écrits que les sons nécessaires à l’histoire. Si une séquence se passe en extérieur dans une ville, il n’est pas utile de décrire les bruits de la rue sauf s’il y a une spécificité nécessaire au récit.
Le dialogue, qui fait l’objet d’une mise en forme particulière sur le document (voir infra), se voit éventuellement adjoint d’une didascalie d’intentionnalité qui permet d’indiquer à qui s’adresse le personnage, de quelle façon ou quelle émotion il fait transparaitre. S’il crie, le scénariste peut mettre en majuscules sa réplique.
En cas de voix hors champ, le rédacteur spécifie entre parenthèses à côté du nom du personnage parlant, le mot « hors-champ », « off » ou « voix off ».

### Poser une ambiance
« L’écriture n’est pas une description plate. Elle doit rendre l’atmosphère, le rythme du film, mais avec le plus d’économie possible et en vue du tournage uniquement. » Cette citation d'Olivier Assayas qui fut scénariste d'André Téchiné avant de devenir réalisateur, illustre les besoins plus littéraires, humoristiques, psychologiques ou poétiques de l'écriture, pour soutenir la description et constituer une évocation. Il est possible alors d’écrire des éléments non-visuels et non-sonores, d'ordre subjectif (avec parcimonie toutefois), pour créer une atmosphère précise :
Exemples de descriptions de personnages

« TRAVIS BICKLE, 26 ans, maigre, dur, le solitaire endurci. En surface, il semble beau, même attirant ; il a un regard calme et stable et un sourire désarmant qui clignote de nulle part, éclairant tout son visage. Mais derrière ce sourire, autour de ses yeux sombres, sur ses joues décharnées, on peut voir des taches inquiétantes causées par une vie de peurs internes, de vide et la solitude. Il semble s'être éloigné d'un pays où il fait toujours froid, un pays où les habitants parlent rarement. La tête bouge, l'expression change, mais les yeux restent toujours fixes, sans cligner des yeux, perçant l'espace vide. Travis dérive maintenant dans la nuit de New York, une ombre sombre parmi des ombres plus sombres. Pas remarqué, pas de raison d'être remarqué, Travis fait un avec son environnement. Il porte un jean cavalier, des bottes de cowboy, une chemise western à carreaux et une veste militaire beige usée avec un texte brodé : « King Kong Company 1968-70 ». »

— Paul Schrader, scénario de Taxi Driver.

« Spike apparaît. Un gars à l'air inhabituel. Il a des cheveux inhabituels, des poils au visage inhabituels et un accent gallois inhabituel. Très blanc, comme si sa chair n'avait jamais vu le soleil. Il porte seulement des shorts. »

— Richard Curtis, scénario de Coup de foudre à Notting Hill.
Descriptions de décors

« Un ciel gris anthracite.
Le bruit étouffé des voitures et des camions qui passent sur la route nationale.
Une voie ferrée, un passage à niveau et une petite gare désaffectée.
Une maison en pierre aménagée en relais routier : au rez-de-chaussée la salle du restaurant et au-dessus l'appartement des propriétaires. »

— Yann Brion, Olivier Douyère et Frédéric Schoendoerffer, scénario de Scènes de crimes.
Le style sec des phrases nominales participent à l'ambiance de la scène.

« L'énorme horloge de grand-père s'appuie pensivement contre le mur, et le poêle à bois en fer se détourne dans un apitoiement rouillé, tandis qu'un canapé encombrant dans le style lourd art nouveau s'étire dans la lumière flottante et diffuse… Des monstres de meubles curieusement formés dorment sous des draps de protection blancs, comme des animaux préhistoriques enneigés morts il y a longtemps. »

— Ingmar Bergman, scénario de Cris et Chuchotements.
Bergman transgresse clairement les règles d'écriture de scénario, avec ces comparaisons poétiques et ces anthropomorphismes. Tout comme Antonioni, il s'appuie exagérément sur l'évocation pour poser l'atmosphère, ce qui en fait son style personnel. S'il s'est permis de rédiger ainsi ce scénario, c'est qu'il est aussi le réalisateur de ce film et donc seul arbitre en cas d'interprétation équivoque.

### Structure
Un scénario reprend généralement l'héritage théâtral avec une structure en trois actes, à savoir :
1. scène d'exposition ;
2. action (à la suite d'un incident déclencheur) ;
3. conclusion (de l'action).

Il y a beaucoup de façons de les nommer, on peut rencontrer exposition, développement, dénouement. Yves Lavandier cite les protase, épitase, catastrophe d'Aristote, les ouverture, développement, finale de Zeami, les naissance du conflit, choc et paroxysme, conciliation de Hegel. Syd Field les nomme installation, confrontation, résolution.
Certains scénarios éludent la scène d'exposition pour rentrer dans le vif de l'action dès les premières images, comme la Guerre des étoiles (épisode IV, 1977). Les informations sur le monde d'avant le déclenchement de l'action, sont données a posteriori.
Syd Field, Robert McKee, William C. Martell et d'autres théorisateurs américains du scénario figent une structure en trois actes et avec un timing précis pour chaque acte.
À partir des années 1990, le Guide du scénariste de Christopher Vogler devient une référence pour l'écriture de scénario, et l'on retrouve les douze étapes du Voyage du héros du mythologue Joseph Campbell dans la structure de la plupart des productions américaines, comme celles de Disney ou celles de George Lucas, qui a notamment reconnu s'en inspirer pour concevoir l'intrigue des films de Star Wars,.
D'autres formes et interprétations de structure sont possibles et pour certains nécessaires comme le schéma quinaire de Paul Larivaille en cinq « actes », qui comprend :
1. Situation initiale : le décor est planté, le lieu et les personnages introduits et décrits ;
2. Complication : perturbation de la situation initiale ;
3. Action : moyens utilisés par les personnages pour résoudre la perturbation ;
4. Résolution : conséquence de l'action ;
5. Situation finale : résultante de la résolution, équilibre final.

Contrairement au théâtre, la fin d'un « acte » ne correspond pas nécessairement à un changement de décor, de personnages ou d'époque, mais à une progression significative dans la narration.
Le cinéma expérimental explore d'autres structures ou l'absence de structure.

### Personnages
Les personnages sont avant tout des créations scénaristiques, avant d'être campés par les acteurs.
Le premier est bien sûr le protagoniste, le personnage dont on raconte l'histoire et qui évolue le plus. Il est généralement un héros ou une héroïne, peut être un héros défaillant, un antihéros, et demeure en principe le « personnage principal » qui est celui qu'on voit le plus à l'écran.
L'antagoniste (typiquement l'ennemi) est celui ou celle qui s'oppose au protagoniste. Quand l'ennemi est un phénomène, comme une catastrophe ou une guerre, on parle d'antagonisme.
L'adjuvant est le type de personnage qui aide le héros ou l'héroïne.
Avec le destinateur, celui qui émet la quête que devra accomplir le héros, on obtient la structure du schéma actantiel de Greimas. Pour ce dernier les rôles peuvent changer de position dans la structure en fonction de l'intrigue : ainsi un adjuvant peut devenir héros ou ennemi par exemple.

#### Caractérisation
Les personnages dans un scénario sont plus ou moins caractérisés, c'est-à-dire que l'auteur leur attribuent des éléments psychologiques, physiques, une culture sociale et un passé de façon plus ou moins détaillée. La caractérisation est un moteur pour les intrigues et les « failles » d'un personnage facilitent l'identification qu'en auront les spectateurs.

#### Archétypes
Les archétypes sont des éléments culturels inconscients communs à tous les récits. Quel qu’en soit le genre, ils structurent la narration. Ils ont leur fonction dans le mouvement psychique et, depuis l’Antiquité, sont représentés sous forme humaine ou sont déifiés dans la mythologie. Le scénariste en use et peut aussi mélanger les codes. Ainsi on surprend le spectateur avec un mentor sous les traits d’un enfant, le héros sous les traits d’un handicapé, etc.
- Le héros, jeune guerrier naïf qui découvre le monde. C’est dans une narration le personnage qui se transforme le plus.
- Le mentor, vieil homme sage qui donne des objets magiques (armes) une bénédiction ou des conseils au héros.
- Le méchant, incarnation du danger absolu ou du mal qui s’intéresse pour de sombres desseins au héros. C’est originellement un fauve (loup, tigre…) ou un monstre (ogre).
- L’élixir, récompense, parfois une femme à épouser à la fin du récit, ou alors un remède, la vie sauve, de l’or, de la gloire, de la connaissance, une médaille, un microfilm, etc. C'est bien souvent le MacGuffin, le prétexte à l'aventure.
- Le « trickster », tricheur, farceur, mauvais esprit pas réellement dangereux, qui provoque des accidents, mettant en danger le héros ou le tirant inattendument d’affaire. Il prend la forme d’animaux, de personnages maladroits, de trait de caractère irrépressible, de « malchance » récurrente. C’est souvent le héros de la respiration (scène calme après une action intense). Il représente l’intuition ou l’instinct.
- Le gardien, cerbère, sentinelle, second couteau qui donne du fil à retordre au héros quand il veut rentrer dans le domaine du méchant et que celui-ci peut vaincre par la ruse.
- Les passages :
  - de la première frontière. Le héros quitte la zone géographique, ethnique, émotionnelle, intellectuelle, sentimentale connue de lui. Il lui faut comprendre les nouvelles lois. Il se découvre des amis et des ennemis ;
  - de la seconde frontière. Celle-ci est protégée par un gardien ; la ruse est nécessaire ici. C’est souvent ici que se passe le point de non-retour.

- L'épreuve ultime, la confrontation finale avec le méchant clôt l'aventure. Avec sa seule valeur personnelle, par exemple guerrière, le héros affronte le méchant. L'épreuve ultime ne voit pas forcément la victoire du héros, mais il ne peut être totalement vaincu. Son exemple, sa mémoire, la réalisation de sa quête lui survit, s'il périt dans cette phase de la narration. Toutefois, la victoire est bien souvent l'aboutissement de la quête.

## Adaptations
L'adaptation cinématographique d'un roman ou d'une nouvelle, consiste à convertir ces contenus littéraires en scénario. C'est un travail particulier car la liberté d'écriture que prodigue la littérature aux auteurs comme la narration psychologique, poétique doit être restitué en son et en image. C'est pourquoi une réécriture et une réinterprétation drastique du rythme, de contrainte de temps, de la structure et de l'action sont souvent nécessaires. Souvent les lecteurs ne reconnaissent que peu l'œuvre originale après l'adaptation.
En 2017, 21 % des scénarios aidés par le CNC sont des adaptations d'œuvres littéraires.

## Rémunération
Le ou les scénaristes, ainsi que les éventuels dialoguistes, font partie des auteurs des films, avec le ou les réalisateurs, et l'auteur de la bande musicale originale. Selon la loi française, ils touchent leur part de droits d'auteur, versés par l'une des trois sociétés de répartition (Société des auteurs, compositeurs et éditeurs de musique, pour les clips ou la publicité, Société civile des auteurs multimédia pour les documentaires, Société des auteurs et compositeurs dramatiques pour les fictions). Selon le droit du copyright américain et ses variantes, seul le contrat passé avec la société qui assure la production du film permet aux divers scénaristes de toucher des royalties provenant de l'exploitation de l'œuvre, et ce droit permet même au producteur d'acquérir le scénario : sa société sera alors propriétaire des futures royalties, moyennant un rachat forfaitaire à la signature du contrat avec le ou les scénaristes impliqués majoritairement dans la création du scénario.

## Présentation et mise en forme
Le scénario se présente traditionnellement sur une feuille A4, rédigé au recto seulement et se distingue de toute autre forme d'écriture par le fait que, par convention, une page représente en moyenne une minute de film.

Exemple d'un scénario, montrant dialogues et actions.

Les conventions sur la mise en forme du document, quoique permissives en Europe, respectent un standard :
- la page de garde doit afficher le titre du projet en gros au milieu suivi du nom et des coordonnés du ou des scénaristes), du nom du réalisateur, s’il est déjà choisi, et parfois du genre cinématographique auquel il se rapporte ;
- la police de caractères doit être du Times New Roman ou du Courrier New ;
- la taille de la police doit être de 12 à 14 points ;
- l'interlignage standard (simple), par défaut sur les logiciels de traitement de texte ;
- les titres des séquences doivent être écrits en majuscule ;
- les titres des séquences doivent commencer par les indications de spacialisation "EXT" ou "INT" (décor en extérieur ou en intérieur), puis du lieu de tournage ;
- si nécessaires à la compréhension de la scène, les titres de séquences doivent comporter les indications de temps relatif et de lumière : "JOUR", "SOIR" ou "NUIT" ;
- la numérotation des séquences, ainsi que le rappel du numéro de séquence en cours en haut de la page, si elle a commencé sur la page précédente fait partie de la convention, même si pour les courts-métrages ce n'est pas toujours nécessaire ;
- la description de la scène ou didascalie doit contenir l'essentiel et mentionner les points importants tels que les accessoires indispensables à la séquence ;
- le nom des personnages qui participent aux dialogues d'une scène doivent être écrits en majuscule, et centrés,
- le bloc des dialogues doit être en retrait à gauche et à droite d'au moins 3 cm ;
- les mots que les personnages crient ou mettent en valeur doivent être en majuscule ;
- les indications scéniques relatives à la réplique de dialogue (ton, geste, attitude) se situent sous le nom du personnage entre parenthèses et en italique ;
- le numéro des pages, en général en haut vers le bord, est indispensable.

D'autres informations peuvent faciliter la lecture et la compréhension du projet fini :
- les indications de transition d'une scène à l'autre ("fondu", "fondu au noir", "fondu au blanc", "cut") ;
- le type de séquence (flashback ou analepse, flashforward ou prolepse, rêve, montage-séquence, séquence musicale, etc.) ;
- les indications sonores inhabituelles (hors dialogues).

Cette forme de présentation permet d'estimer la durée de l'œuvre à raison d'une page pour environ une minute de film fini.
Les scénarios destinés à Hollywood, sont à imprimer sur du papier letter (8½ x 11 pouces, soit 27,94 × 21,59 cm), généralement avec une triple perforation, ce qui implique une reliure à spirale ou à vis. Les marges supérieures et inférieures sont fixées entre 0,5 et 1 pouce. La marge gauche est définie à 1,2 - 1,6 pouce et la marge de droite est fixée entre 0,5 et 1 pouce.

### Aide logicielle à l'écriture de scénario
Il existe des solutions logicielles pour rédiger une continuité dialoguée sur son ordinateur tout en respectant les conventions : de la simple feuille de styles et du fichier de paramètres à adjoindre aux traitements de texte, aux logiciels propriétaires (généralement payants) voire à des serveurs de travail collaboratif utilisant un navigateur web comme Celtx.

## Aide institutionnelle au scénario
En France, le CNC attribue chaque année des aides financières ou des prestations de relecture et réécriture, sur décisions de commissions, à des scénaristes qui ont postulé.